# Hypocrita confluens
Hypocrita confluens là một loài bướm đêm thuộc phân họ Arctiinae, họ Erebidae.